# Прељубје
Прељубље (мкд. Прељубје) је насеље у Северној Македонији, у јужном делу државе. Прељубље припада општини Ресан.

## Географија
Насеље Прељубље је смештено у југозападном делу Северне Македоније. Од најближег већег града, Битоља, насеље је удаљено 45 km западно, а од општинског средишта 14 јужно.
Прељубље се налази у области Горње Преспе, области око западне и северне обале Преспанског језера. Насеље је смештено у западном делу поља, које се пружа северном страном језера. Западно од насеља се издиже планина Галичица. Надморска висина насеља је приближно 900 метара.
Клима у насељу је планинска због знатне надморске висине.

## Становништво
Прељубље је према последњем попису из 2002. године имало 16 становника. 
Већину становништва чине етнички Македонци (100%).
Већинска вероисповест је православље.